# Metzerterbaach
Der Metzerterbaach ist ein gut drei Kilometer langer Bach in der  wallonischen Provinz Luxemburg und ein rechter Zufluss der Attert.

## Verlauf
Der Quelltopf des Metzerterbaaches befindet sich am Ostrand des gleichnamigen Ortes auf einer Höhe von etwa 344 m O.P. Der Bach fließt zunächst unterirdisch etwa sechzig Meter ostwärts und taucht dann westlich der
Chaussée Romaine an der Oberfläche auf, um gleich danach wieder im Untergrund zu verschwinden. Sein Weg führt nun unterirdisch verrohrt in Richtung Nordwesten, parallel zur Rue des Trois Fontaines. Nördlich der Dräiburegaas kommt er wieder ans Tageslicht und wird dort auf seiner linken Seite von einem kleinen Zulauf gestärkt. Der Metzerterbaach fließt nun durch Grünland und bildet einen kleinen Teich, in welchen außer ihm noch zwei weitere kleine Bäche einmünden. Der Metzerterbaach läuft dann etwa einhundert Meter nordwestwärts, biegt danach nach Norden ab und bewegt sich nunmehr durch eine Feuchtwiese. Gut dreihundert Meter bachabwärts stärkt ihn auf seiner rechten Seite ein kleines Wiesenbächlein. Der Metzerterbaach spaltet sich kurz darauf in zwei Arme auf. In den linken Hauptarm mündet etwa hundertfünfzig Meter später ein Waldbach und etwa auf gleicher Höhe in den rechten Nebenarm ein Wiesengraben. Ungefähr dreihundert Meter weiter nördlich fließen die beiden Arme wieder zusammen. Der vereinigte Bach läuft nun nordwestwärts am Ostrand vom Därheck entlang und mündet schließlich südwestlich von Attert, direkt westlich vom Schadeck, auf einer Höhe von etwa 300 m O.P. in die Attert.